# Bwindis ogenomträngliga nationalpark
Bwindis ogenomträngliga nationalpark ligger i sydvästra Uganda. Parken är en del av Bwindis ogenomträngliga skog, och ligger längs gränsen till Demokratiska republiken Kongo intill Virunga nationalpark och intill Rift Valley. Den omfattar 331 km² regnskog och innehåller både bergsskog och låglandsskog. 
Parken är kanske mest känd för bergsgorillorna. I parken bor 300 bergsgorillor, ungefär hälften av världens totala bestånd.
Området omkring Buhoma är idealiskt för att studera primater och fåglar, särskilt när det gäller schimpanser och näshornsfåglar och Ruwenzoriturako. Skogen är ett av de rikaste ekosystemen i Afrika, och är hem för mer än 120 däggdjursarter, 346 fågelarter, 202 fjärilsarter, 163 trädarter, 100 ormbunksarter och flera utrotningshotade djur.
Bwindi nationalpark blev 1994 uppsatt på Unescos världsarvslista.